# Prionurus laticlavius
Prionurus laticlavius là một loài cá biển thuộc chi Prionurus trong họ Cá đuôi gai. Loài cá này được mô tả lần đầu tiên vào năm 1846.

## Từ nguyên
Tính từ định danh của loài cá này laticlavus trong tiếng Latinh bắt nguồn từ latus nghĩa là rộng và clavus nghĩa là sọc tía, hàm ý "có sọc tía rộng", có lẽ ám chỉ các dải sọc rộng chạy dọc trên phần đầu của chúng.

## Phạm vi phân bố và môi trường sống
P. laticlavius có phạm vi phân bố ở Đông Thái Bình Dương. Loài cá này được tìm thấy ở cửa vịnh California và ngoài khơi México, từ Costa Rica đến Ecuador, cũng bao gồm vùng biển xung quanh các đảo ngoài khơi là quần đảo Revillagigedo, quần đảo Galapagos, đảo Cocos và đảo Malpelo.
P. laticlavius sống gần các rạn san hô ở vùng đáy biển nhiều đá, độ sâu đến ít nhất là 40 m.

## Mô tả

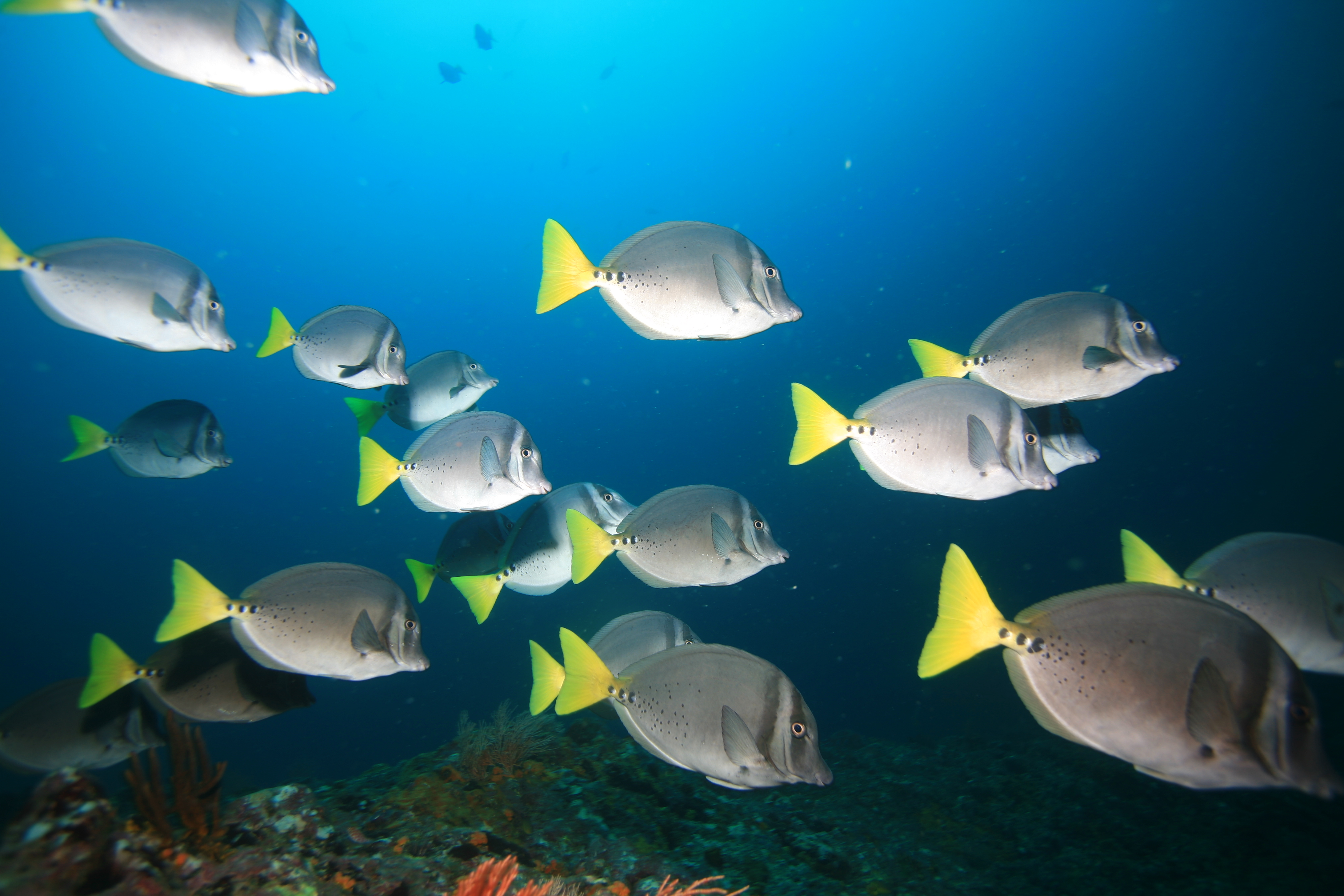
Một đàn P. laticlavius ngoài khơi Panama

Chiều dài cơ thể tối đa được ghi nhận ở P. laticlavius là 60 cm, nhưng thường được quan sát với chiều dài phổ biến là 25 cm. Cơ thể có màu xám với vây đuôi màu vàng tươi nổi bật. Đầu có 2 dải sọc đen: một dải băng qua mắt, dải còn lại nằm trên nắp mang, kéo dài xuống gốc vây ngực; dải màu xám nhạt nằm giữa 2 dải đen này. Có những đốm đen tập trung ở gần cuống đuôi. Cuống đuôi có 3 ngạnh màu đen ở mỗi bên. Cá con có màu bạc với vây đuôi màu vàng.
Số gai ở vây lưng: 7 - 8; Số tia vây ở vây lưng: 27 - 28; Số gai ở vây hậu môn: 3; Số tia vây ở vây hậu môn: 23; Số gai ở vây bụng: 1; Số tia vây ở vây bụng: 5.

## Sinh thái và hành vi
P. laticlavius tập trung thành những đàn lớn và cùng kiếm ăn. Thức ăn của chúng là những loại tảo bám trên đá và san hô.